# Dunk!festival
Dunk!festival is een Belgisch festival voor postrock, postmetal, drone, ambient, experimental en alternatieve muziek. Het festival (dat ontstond uit een benefietconcert voor basketbalclub BBC Helios Zottegem) werd van 2005 tot 2021 in Zottegem georganiseerd (eerst aan de Bevegemse Vijvers en vanaf 2014 in Velzeke-Ruddershove) en vanaf 2022 in Gent in de De Vooruit. Het festival werd opgericht door Luc Lievens, verbonden aan o.a. de platenperserij Dunk!pressing in Zottegem. In 2017 werd een dunk!USA gehouden in de Verenigde Staten (Burlington, Vermont). Artiesten die optraden op dunk!festival zijn onder andere Amenra, Motek, Terraformer, The Black Heart Rebellion, TIME TO BURN, ASHTORETH.